# Жарковський
Жарковський — селище міського типу, адміністративний центр Жарковського району Тверської області Росії.
Розташоване на річці Межа (притока Західної Двіни), за 324 км на північний захід від обласного центру. Кінцева залізнична станція на гілці від станції Земці на лінії Москва — Рига (приміське сполучення здійснюється на 2009 рік два рази на тиждень, хоча ще у 1982 році пасажирський поїзд ходив двічі на добу). Продовження гілки в бік Смоленська діє лише на 4 кілометри, до селища Крива.

## Історія
Засноване як селище Жарки в 1920-ті роки на місці сіл Жарки, Борки та Волнушки у зв'язку з розвитком лісової промисловості. Промисловий розвиток почався з відкриттям залізниці в 1930-ті роки. Статус селища міського типу — з 1950.

## Економіка
Деревообробний комбінат, ліспромгосп, лісгосп.